# Isola Wyatt
L'isola Wyatt è un'isola situata al largo della costa di Loubet, nella Terra di Graham, in Antartide. L'isola, che raggiunge una lunghezza di circa 8 km in direzione nord-est/sud-ovest una larghezza massima di 6, si trova in particolare tra l'isola Adelaide, da cui la divide il canale di Cole, a ovest, e la terraferma, da cui la divide il canale di Lawrence, a est, circa 3,5 km a sud dell'isola Day.

## Storia
L'isola Wyatt è stata scoperta spedizione britannica nella Terra di Graham, condotta dal 1934 al 1937 al comando di John Riddoch Rymill, il quale la battezzò con il temporaneo nome di "isola del Sud". Nel 1948, l'isola fu cartografata più in dettaglio dai membri del Falkland Islands Dependencies Survey e in seguito battezzata dal Comitato britannico per i toponimi antartici con il suo attuale nome in onore del vice ammiraglio Sir Arthur Guy Norris Wyatt, idrografo della marina militare britannica dal 1945 al 1950.